# Reserva hídrica natural municipal Los Manantiales

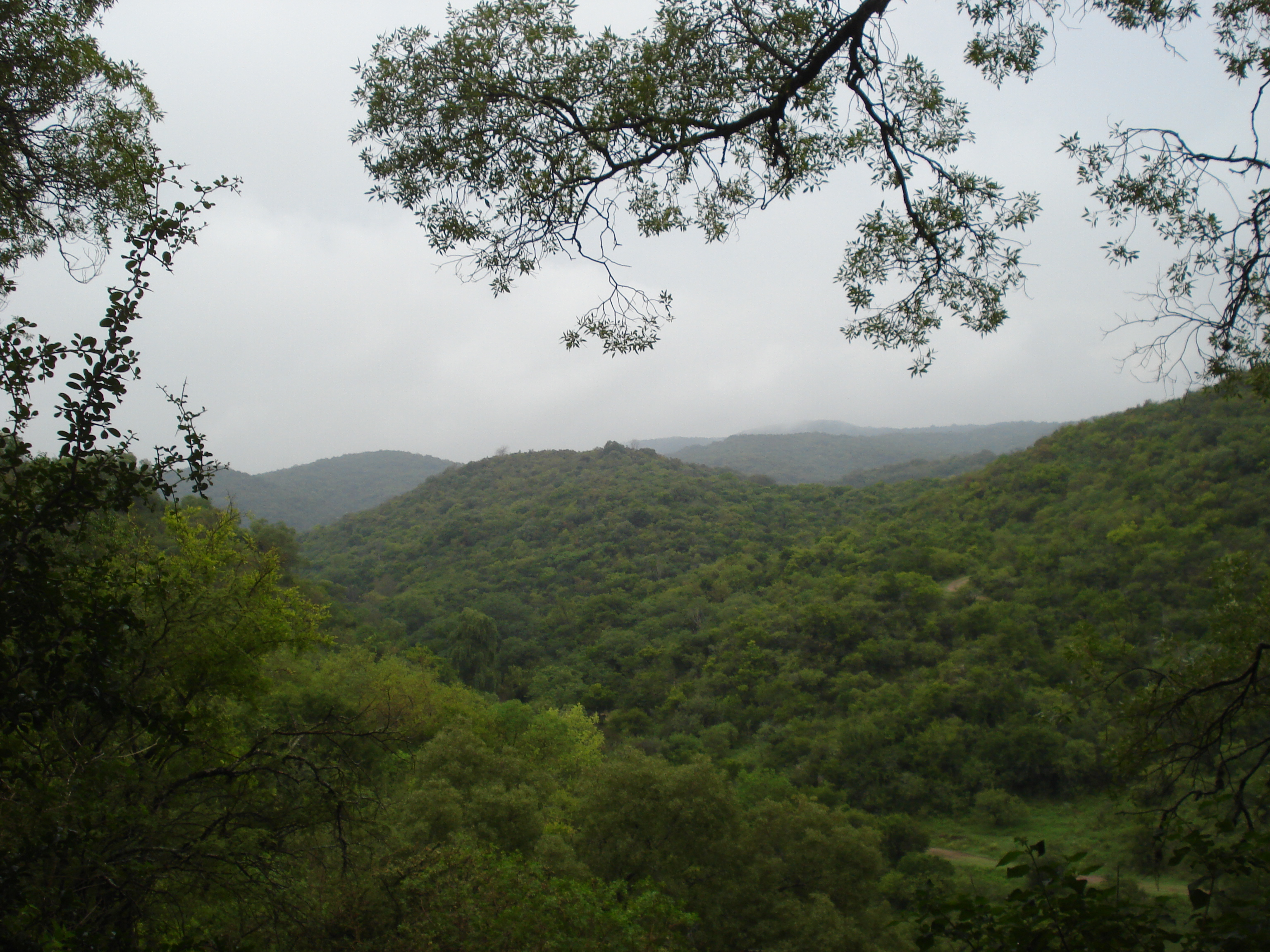
Reserva Los Manantiales cerca de la lcoalidad de Río Ceballos.

Reserva Hídrica Natural Municipal Los Manantiales
Según el artículo 47.º de la Ley de Áreas Protegidas de la Provincia de Córdoba (6964), se consideran Reservas Hídricas Naturales a las áreas que posean cuencas de captación o reservorios hídricos, insertos en ambientes silvestres, que califiquen su especial significación ecológica o turística y que sean declaradas como tales. 
Dichas Reservas tendrán como objetivos conservar las mejores condiciones de sus características naturales más importantes (Artículo 48.º de La Ley de Áreas Protegidas de la Provincia de Córdoba).
Con el fin de conservar los ecosistemas de Bosque Chaqueño Serrano y Pastizales de Altura se crea la Reserva Hídrica Natural Municipal Los Manantiales por impulso propio de los vecinos establecidos en ella que tomaron conciencia acerca del inminente y alto riesgo de urbanización de la cuenca. 
La importancia de la Reserva radica en la conservación del espacio como una cuenca hídrica y un ambiente natural de bosque nativo. El área ofrece un manto ininterrumpido de molles, cocos y espinillos, entre los que se establecen numerosas especies de animales y aves.
La zona que protege la cuenca del arroyo Mal Paso, afluente de Río Ceballos en el Cordón de Sierras Chicas (Córdoba), representa una superficie de alrededor de 1.050 ha, que aún no se han incorporado a la expansión urbana de la localidad y áreas circundantes. 

## Historia
Para la conservación de ecosistemas serranos en lo que corresponde a Bosque Chaqueño serrano y pastizales de altura, existen áreas significativas sometidas a un régimen especial de protección como es el caso de la cuenca del arroyo Mal Paso, afluente de Río Ceballos en el Cordón de Sierras Chicas (Córdoba), representa una superficie de alrededor de 1.050 ha, que aún no se han incorporado a la expansión urbana de la localidad y áreas circundantes. La creación de la Reserva Hídrica Natural Municipal Los Manantiales en dicha región, permite el establecimiento de un área de conservación continua a las ya existentes; Reserva Hídrica Natural Parque La Quebrada (provincial, al norte) y Reserva Hídrica Recreativa Natural Los Quebrachitos (municipal, al sur), totalizando más de 10.000 ha en conjunto y conformando un cordón de las Sierras Chicas bajo protección. 
La Reserva Los Manantiales, posee zonas rurales y abarca principalmente los barrios de Los Manantiales, Agua del Peñón, El Vergel y parte de Ñu Porá, María Cristina, San Francisco y Moreyra, ubicados al pie o sobre el cordón serrano. 
La creación de La Reserva Los Manantiales se inició principalmente por impulso de los vecinos establecidos en ella que tomaron conciencia acerca del inminente y alto riesgo de urbanización de la cuenca, debido a cientos de loteos realizados hace décadas, sin ninguna previsión de las particularidades ambientales de la región que actualmente comienzan a ser ofrecidos en el mercado inmobiliario. La Reserva sustenta no solo formas particulares de uso del territorio sino, además, valores humanos que, en conjunto, conforman estilos de vida que dan identidad particular a esta región.
La importancia de la misma radica en la conservación del espacio como una cuenca hídrica y un ambiente natural de bosque nativo. El área ofrece un manto ininterrumpido de molles, cocos y espinillos, entre los que se establecen numerosas especies de animales y aves.
Al tratarse de un área conservada a pocos minutos de sectores urbanizados, se convierte en un verdadero pulmón verde motivo de estudios y numerosas visitas.
Para la regulación de su correcta protección del ambiente, los vecinos junto a las autoridades del municipio y personas participantes, crearon la Ordenanza 2094/14 con el fin de determinar las zonas que la Reserva abarca, junto a medidas sustentables propuestas para la misma. 

## Asociación Civil Los Manantiales
Los vecinos de barrio Los Manantiales se organizaron y formaron La Asociación Civil Los Manantiales en el año 2005. Nace de la inquietud por conservar su espacio de hábitat, un espacio de belleza natural, de noches oscuras, silencio, entre otros valores. Estos valores se deben principalmente al importante entorno natural, con predominancia de bosque nativo serrano en un paisaje rural no urbanizado, que es la Cuenca del Arroyo Mal Paso, de unas 1050 ha. Este es el fundamento del proyecto de conformar la ONG, proteger y conservar este ambiente y sus modos de vida. Actualmente se encuentra regulado bajo la ordenanza 2094/14.

### Objetivos
- Asegurar el suministro de agua del arroyo Mal Paso en cantidad y calidad adecuada, compatibilizando las actividades de uso del suelo con el funcionamiento óptimo del ciclo hidrológico en toda la cuenca;
- Prevenir la contaminación del recurso hídrico;
- Controlar la erosión de la cuenca;
- Ordenar y regular el uso del territorio de la cuenca;
- Conservar y/o mejorar la calidad del paisaje natural,
- Facilitar las actividades de conservación, educación, investigación y monitoreo del ambiente y sus recursos en la cuenca.
- Proteger la biota nativa.

## Ubicación
La Reserva Hídrica Natural Los Manantiales se encuentra en la localidad de Río Ceballos dentro de la jurisdicción de la provincia de Córdoba. En la localidad se puede ingresar a la Reserva mediante la Av. San Martín 5000, desde aquí se puede ingresar por las calles aledañas al Colegio Espíritu Santo, calle  Alberdi (Desembocadura del Arroyo Mal Paso)  y calle Almirante Brown. Desde este último camino de puede llegar a Las Pisaditas, lugar que da valor ecológico y cultural de la Reserva.
La Reserva se encuentra ubicada en las inmensidades del Bosque Chaqueño Serrano que se caracteriza por presentar un bosque que, en su estado prístino era dominado por una especie endémica de quebracho (Schinopsis): el horco-quebracho o quebracho de la sierra, emparentado con el quebracho colorado santiagueño (Schinopsis lorentzii). Esta ecorregión se extiende desde el sur de Bolivia hasta el centro de Argentina, siendo uno de los ecosistemas montañosos más importantes de Sudamérica. Los ambientes serranos ocupan el 25 % de la superficie de la provincia de Córdoba, proveen servicios ecosistémicos tales como la producción de agua, la producción de forraje y belleza paisajística, que se traducen en beneficios económicos directos, principalmente a través de la disponibilidad de agua para consumo y riego, la ganadería y el turismo, respectivamente.

## Consejo de Gestión
Según se establece en la ordenanza 2094/14, Art. 16 se entiende por Consejo de Gestión a la instancia orgánica y estratégica de manejo participativo, concertación y de observación ciudadana en la toma de decisiones de la Reserva, de carácter vinculante que garantiza la sostenibilidad de las decisiones de manejo a futuro. Este consejo está formado por representantes de la Autoridad de Aplicación y de la comunidad, de Organizaciones Civiles y otras instituciones locales debidamente acreditadas. 
En el Art. 18 de dicha Ordenanza se establecen las funciones del Consejo de Gestión, determinándolas como:
1. Establecer su propio reglamento de funcionamiento, en el plazo de 6 (seis) meses a partir de su conformación, el cual será revisado y actualizado en la primera sesión anual del Consejo de Gestión, definiendo modalidad y frecuencia de reuniones, establecimiento de mecanismos de comunicación, régimen de participación y votación, régimen de incorporación y permanencia de miembros activos y asistentes.
2. Gestionar la Reserva siguiendo lo establecido en el Plan de Manejo.
3. Promover para el territorio de la Reserva y sus áreas de amortiguación, políticas de ordenamiento territorial que prioricen la conservación del ambiente y el desarrollo sustentable.
4. Facilitar y garantizar la participación de la comunidad local y regional, organizaciones de la sociedad civil y demás actores involucrados en el manejo de la Reserva.
5. Velar por el cumplimiento y el seguimiento de las actuaciones administrativas y de control del área natural protegida y sus áreas de amortiguación realizadas por la AA.
6. Facilitar la coordinación interinstitucional en la construcción de acuerdos y apoyos a la gestión de la Reserva.
7. Promover el intercambio de experiencias con otras iniciativas de conservación regional a fin de consensuar a diferentes escalas, estrategias de gestión y manejo.
8. Comunicar y socializar la gestión del área natural protegida, garantizando el acceso público a la información.
9. Organizar o apoyar cursos, talleres u otras actividades de trabajo o de formación referidas a las temáticas del Plan de Manejo y de la Reserva, en colaboración con las instituciones que crea conveniente a tal fin.

## Fauna

### Aves
- Carpintero Negro (Dryocopus schulzi): es un ave de la familia Picidae que vive en Sudamérica. Mide entre 36 y 38 cm de longitud. Los machos de esta especie pesan entre 312 y 363 gramos, mientras las hembras pesan entre 276 y 312 gramos.

Se encuentra en Argentina, Bolivia y Paraguay. Las áreas de distribución de esta especie son inconfundibles, sus hábitats naturales son las selvas secas tropicales y subtropicales, las sabanas húmedas y, además, pueden vivir en las plantaciones. Su principal amenaza es la pérdida de hábitat.
Se alimenta principalmente de larvas y escarabajos adultos. Crían hasta fin del otoño, excavando un nido en un tronco a una altura de 5 a 15 metros del suelo. Las hembras ponen de 1 a 4 huevos.
El canto de la especie es característico. Como muchas especies de Carpinteros, golpea los árboles fuerte y con un ritmo de dos golpes.
- Inambú montaraz (Nothoprocta cinerascens)
- Inambú común (Nothura maculosa)
- Jote negro (Coragyps atratus)
- Jote cabeza roja (Cathartes aura): es un ave de la familia Cathartidae pariente del Cóndor (Vultur gryphus). Su área de distribución se extiende desde el extremo sur de Sudamérica hasta el sur de Canadá. Habita una variedad de zonas abiertas y semiabiertas, incluyendo bosques subtropicales, matorrales, pastizales y desiertos. Es un ave grande, con una envergadura de 170-183 cm, una altura de 64-81 cm y un peso que puede variar entre 0,85 y 2,26 kg. Su plumaje es marrón oscuro hasta negro; la cabeza y el cuello no tienen plumas y son de color púrpura–rojo. Su pico es corto, ganchudo, y de color marfil.

Se alimenta casi exclusivamente de carroña, localiza los cadáveres con su aguda visión y su sentido del olfato, volando a una altura suficientemente baja para detectar los gases producidos por la descomposición de los animales muertos. Para desplazarse en el aire aprovecha térmicas, reduciendo la necesidad de aletear. Pasa la noche en largos grupos comunitarios. Anida en cuevas, huecos de árboles o matorrales. Suele tener dos crías que alimenta por regurgitación. Tiene pocos depredadores. Su esperanza de vida es algo por encima de 16 años en un ambiente silvestre, mientras que en cautiverio puede llegar a tener más de 30 años en casos excepcionales.
- Taguato común (Buteo magnirostris)
- Aguilucho común (Buteo polyosoma)
- Águila mora (Geranoaetus melanoleucus): es un ave de la familia Accipitridae. Se trata de un ave de presa que vive en Sudamérica. Mide entre 65 y 80 cm(3), y es tan grande como un águila. El macho adulto tiene el área ventral blanca, con finas tiras negras, y el dorso negro con plumas de color grisáceo en las alas. La hembra se distingue por su mayor tamaño.

Resulta fácil de identificar por el contraste negro y blanco, y por su característico vuelo, de aleteo corto y con la cola muy erguida. El águila mora habita en montañas o colinas, donde permanece al acecho de la presa, que consiste en mamíferos como liebres, aves, serpientes y carroña. Anida en árboles altos o en rocosidades.
- Halcón Plomizo (Falco femoralis)
- Halcón peregrino (Falco peregrinus): Es un ave de la familia Falconidae de distribución cosmopolita. Es un halcón grande, con la espalda de color gris azulado y la parte inferior blanquecina con manchas oscuras; la cabeza es negra y cuenta con una amplia y característica bigotera también de color negro. Puede volar a una velocidad de crucero de 100 km/h, pero cuando caza efectuando un ataque en picado puede alcanzar más de 300 km/h, lo que lo convierte en el animal más rápido del mundo. Como en otras aves de presa, la hembra es de mucho mayor tamaño que el macho.

La distribución geográfica de sus áreas de cría abarca desde la tundra ártica hasta el sur de América del Sur. Tanto el nombre científico como el nombre en español de esta especie significan «halcón viajero», a causa de los hábitos migratorios de muchas poblaciones del norte.
Aunque su dieta consiste casi exclusivamente en aves de tamaño medio, caza de vez en cuando pequeños mamíferos, pequeños reptiles e incluso insectos. Alcanza la madurez sexual en un año y se empareja de por vida. Anida en pequeñas oquedades en el suelo sin aportar ningún material, normalmente en bordes de acantilados o, en los últimos tiempos, en estructuras elevadas construidas por humanos. El halcón peregrino se convirtió en una especie en peligro en muchas áreas debido al uso de pesticidas. 
- Carancho común (Polyborus plancus)
- Crespín (Tapera naevia): es un ave de la familia Cuculidae propia del Centro y Sudamérica. Se encuentra en espacios abiertos con árboles o arbustos, en los bordes de bosques. Es una especie parásita de cría de otras especies, con nidos abovedados. El crespín hembra pone uno, a veces dos, huevos blancos o azulados en el nido de especies que selecciona, estos salen del cascarón en 15 días y los pichones de la especie parasitada, son removidos por los pichones de crespín a los fines de que los padres adoptivos, solo los alimenten a ellos. La puesta de los huevos cuando por tamaño no puede acceder al nido, lo realiza haciendo un hueco en el techo del mismo. Esta especie tiene 27 centímetro largo y pesa 40 g. El adulto es principalmente color gris-castaño anteriormente, rayado con negro; tiene un arco superciliar pálido, raya malar oscura y una cresta rojiza y negra que se levantan como la parte de su despliegue; la parte ventral es blanquecina, y la cola es larga y graduada. Los pájaros inmaduros están manchados y son más rojizos en la parte de atrás y las alas. Es un ave que come insectos grandes, a menudo cazados en la tierra. Este es un solitario, bastante tímida que tienden a esconderse entre los arbustos, aunque canta posado en perchas o ramas secas superiores de los árboles. El crespín común aparece en nuestra reserva principalmente en primavera, junto con el Caburé chico (Glaucidium brasilianum) y el Alicuco común (Otus choliba)
- Caburé chico (Glaucidium brasilianum)
- Caburé grande (Glaucidium nanum)
- Alicuco común (Megascops choliba)
- Atajacaminos Ñañarca (Systellura longirostris)
- Picaflor de barbijo (Heliomaster furcifer)
- Picaflor coludo (Sappho sparganurus)
- Martín Pescador Grande (Megaceryle torquata)
- Martín Pescador Chico (Chloroceryle americana)
- Remolinera Serrana (Cinclodes fuscus)
- Cachalote (Pseudoseisura lophotes)
- Chororó (Taraba major): es una ave de la familia Thamnophilidae. Vive entre la vegetación densa, tanto matorrales, como el borde de los bosques, en plantaciones y entre las enredaderas, a una altura de 1 a 5 m del suelo, hasta los 1.400 m de altitud en el sur de México, Centroamérica y en Sudamérica hasta Argentina y el sureste de Brasil. En promedio mide 20,3 cm de longitud y pesa 75 g. Presenta dimorfismo sexual evidente. La corona, los lados de la cabeza, la nuca y el dorso en el macho son negros y en la hembra son de color castaño rojizo o rufo. La garganta, el pecho y el vientre son blancos. Presenta barras alares angostas y blancas sobre fondo negro, nítidas en el macho, poco visibles en la hembra; también una mancha escondida en la mitad de la espalda y flancos fuliginosos. Busca insistentemente su alimento y caza insectos, arácnidos y lagartijas pequeñas en las ramas y sobre las hojas secas.
- Gaucho Serrano (Agriornis montanus)
- Birro Común (Hirundinea ferruginea)
- Picabuey (Machetornis rixosa)
- Benteveo (Pitangus sulphuratus): es un ave de la familia de los tiránidos, al igual que el Gaucho Serrano (Agriornis montanus), el Picabuey (Machetornis rixosa), el Churrinche (Pyrocephalus rubinus), la Tijereta (Tyrannus savana) y la Monjita Blanca (Xolmis irupero) muchas de ellas también migratorias que se pueden observar en nuestra reserva.

El macho y la hembra son muy similares y comparten la tarea de construir el nido, que hacen con muy diversos materiales y tiene aspecto desordenado. Su grito agudo y prolongado da origen al nombre común onomatopéyico que lleva y que varía según las diferentes regiones donde habita. Mide entre 21 y 26 cm de largo. Tiene cabeza grande, alas largas y patas cortas. El pico es tan largo como la cabeza y termina en forma de gancho. El lomo y la cola son de color pardo verdoso. La cabeza es negra con dos franjas blancas a modo de cejas y garganta blanca, lo cual le da el aspecto de tener antifaz y boina negros. El pecho y el abdomen son de color amarillo vivo y tiene una corona oculta del mismo color. Habita desde el sur de Texas y México hasta Uruguay y el centro de Argentina. Excepto en la alta montaña, se lo encuentra en casi todos los ambientes, preferentemente cerca del agua. 
La alimentación del benteveo se basa en todo tipo de invertebrados, como larvas, lombrices, e insectos que caza volando, y la complementa con algunas frutas, pequeños roedores y reptiles, e incluso peces, a los que pesca de manera muy similar a la del Martín Pescador. Tiene un período de reproducción que comprende la primavera al verano, siendo su madurez sexual a los 12 meses de vida. Pone de 2 a 5 huevos por postura, realizando 3 o 4 posturas por temporada. La incubación dura 13 días, y los pichones pueden separarse a los 35 días de nacimiento.
- Churrinche (Pyrocephalus rubinus):
- Suirirí Real (Tyrannus melancholicus):
- Tijereta (Tyrannus savana):
- Monjita Blanca (Xolmis irupero):
- Golondrina Negra (Progne elegans):
- Zorzal Mandioca (Turdus amaurochalinus):
- Zorzal Chiguanco (Turdus chiguanco):
- Zorzal Colorado (Turdus rufiventris):
- Tacuarita Azul (Polioptila dumicola):
- Juan Chiviró (Cyclarhis gujanensis):
- Arañero Corona Rojiza (Myioborus brunniceps):
- Fueguero (Piranga flava):
- Reinamora Grande (Cyanocompsa brissonii): es un ave de la familia Cardinalidae. Mide aproximadamente 15 cm de longitud. El macho posee plumaje totalmente azul-oscuro en estado adulto, con la frente y coberturas superiores de las alas azules-brillantes. Las hembras y los inmaduros son marrones-pardos. Esta ave es territorial, no siendo posible verla en bandos. Cuando se ve un ejemplar en una cierta localización, solo será posible encontrar otro a una cierta distancia. Si un macho invade el territorio de otro, con certeza habrá un conflicto con cierta violencia. Se los puede encontrar en la orilla de pantanos, en bosques secundarios y plantaciones del Nordeste y centro de Brasil, así como en Bolivia, Paraguay y Argentina y también en el norte de Venezuela y Colombia. Su alimentación es muy variada, sobre todo a base de semillas, frutas e insectos. Se reproduce entre septiembre y febrero, construye su nido no muy lejos del suelo y cada nidada generalmente tiene entre 2 y 3 huevos.
- Cardenal (Paroaria coronata):
- Monterita Cabeza Negra (Poospiza melanoleuca):
- Sietevestidos (Poospiza nigrorufa):
- Pepitero de Collar (Saltator aurantiirostris):
- Loica Común (Leistes loyca):
- Cortarramas (Phytotoma rutila):

### Anfibios
- Rana Criolla (Leptodactylus ocellatus):
- Sapito de Colores (Melanophryniscus stelzneri):  es unanfibio de la familia Bufonidae.

Sólo se ha citado en Argentina, con un área de distribución fragmentada en las provincias de Buenos Aires (M. spegazzinii ssp.); Córdoba (M.s. stelzneri); San Luis (M.s. stelzneri), y Salta(M.s. spegazzinii). Aparece por encima de los 1750 m s. n. m.  Son sapos pequeños, (25-30 mm como máximo), de color oscuro en el dorso y con llamativas manchas amarillas. Tienen las palmas, plantas y el vientre de color rojo intenso. A pesar de su aspecto de “sapito” no posee glándulas parotoides, pero si una piel rugosa y extremidades cortas, características de anfibios caminadores. Viven en pastizales con afloramientos rocosos hibernando durante el invierno bajo las rocas. Se lo puede ver en la Reserva durante la primavera cuando sale para reproducirse de manera explosiva en los arroyos y pequeños cursos de agua temporarios. Pone sus huevos en masas gelatinosas que unen a los tallos sumergidos. Se alimenta de artrópodos muy pequeños como hormigas, ácaros y escarabajos.

### Reptiles
- Iguana Overa (Tupinabis teguixin):
- Yarará Chica (Bothrops neuwiedi diporus):
- Culebra Verde (Phylodryas patagoniensis):
- Falsa Yarará (Waglerophis merremi):

### Mamíferos
- Comadreja común (Didelphis albiventris):  es un marsupial de la familia Didelphidae (zarigüeyas) ampliamente distribuida a lo largo de Sudamérica desde el noreste de Brasil hasta la provincia patagónica de Río Negro. La vida de la comadreja es rápida y corta, la gestación dura 14 días, la madurez sexual llega a los 10 meses, la menopausia llega a los 2 años, y la muerte llega pocos meses después (en cautiverio puede llegar a vivir hasta los 4 años). Esta especie tiene un tamaño mediano, el de un gato doméstico. Presenta cierto dimorfismo sexual, los machos suelen medir entre 45 y 70 cm de longitud, mientras que las hembras suelen medir entre 41 y 60 cm de longitud, la cola mide entre 40 y 65 cm. El peso en los adultos varía entre los 500 g y los 2 kg. La apariencia general recuerda a ratas, y zorros entre otros animales. Las hembras tienen una bolsa en el vientre con Ubres dentro de ella, el marsupio, allí sus crías luego de nacidas continúan su desarrollo, hasta ser suficientemente capaces para treparse al lomo de la madre.
- Murciélago Peludo Rojizo (Laciuris borealis):
- Ratón Oscuro (Bolomys spp):
- Cuis Chico (Microcavia australis):
- Tuco Tuco (Ctenomys sp.):
- Zorro gris (Pseudalopex gymnocercus): es un cánido nativo de las Pampas de América del Sur. Tiene una piel de pelo corto, denso, gris en el lomo y patas. La cabeza y el cuello son rojizos, orejas triangulares, anchas y relativamente grandes, rojizas por fuera y blancas por dentro. Pesan de 4 a 5,5 kg y tiene entre 2 a 6 crías. Se encuentran en el centro y norte de la Argentina, Uruguay, Paraguay, en el este de Bolivia y centro y sur de Brasil. Prefieren pastizales, forestas y valles y se alimentan de plantas, ratas, frutas, liebres, ranas, lagartijas y pájaros. Viven mayormente una vida solitaria, pero se reúnen en la temporada de apareamiento y cuidan de las crías. Son muy activos en los crepúsculos y la noche. Son conocidos por colectar partes de ropas y llevarlos a su guarida. Si son tomados como presas, simulan muy bien la rigidez de muerto, cerrando los ojos y cayendo al suelo.
- Hurón menor (Galictus cuja):
- Gato Montés (Oncifelis geoffroyi):
- Pecarí de Collar (Pecarí tajacu):
- Corzuela (Mazama gouazoubira): es un cérvido de mediano tamaño nativo de América.

Hoy se encuentra algo reducido en su hábitat por la presión cinegética y la destrucción de su hábitat, pero sigue siendo relativamente abundante y no se lo considera en peligro de extinción. No presenta gran dimorfismo sexual; tanto machos como hembras alcanzan entre los 55 y los 65 cm de altura a la cruz, y hasta 110 cm de longitud. Su peso llega a los 30 kg. La coloración varía según la zona, pero suele ser de pardogrisácea a pardorojiza, con un matiz gris que lo distingue de otras especies de Mazama, género del cual es la especie de mayor tamaño. Habita normalmente en zonas boscosas, abiertas o semiabiertas. Se alimenta de brotes tiernos, hojas, hongos y frutos; además, descorteza el tronco de los árboles para señalar su territorio. Suele habitar en solitario o en parejas, y es marcadamente territorial, marcando el perímetro de su zona con heces, orina y una secreción de muy intenso aroma. 
Es activo nocturna y crepuscularmente, excepcionalmente por la mañana durante el invierno. En horas de calor, se retira hacia las secciones más espesas del bosque o de pastizal para descansar. En zonas de ocupación humana o actividad de caza, su nocturnidad se incrementa.

## Flora

### Autóctono
Se consideran bosques nativos a los ecosistemas forestales naturales compuestos predominantemente por especies arbóreas autóctonas maduras, con diversas especies de flora y fauna asociadas, en conjunto con el medio que las rodea -suelo, subsuelo, atmósfera, recursos hídricos, conformando una trama interdependiente con características propias y múltiples funciones, que en su estado natural le otorgan al sistema una condición de equilibrio dinámico y que brinda diversos servicios y bienes ambientales a la sociedad. Se encuentran comprendidos en la definición tanto los bosques nativos de origen primario, donde no intervino el hombre, como aquellos de origen secundario formados luego de un desmonte, así como aquellos resultantes de una recomposición o restauración voluntarias.

### Bosque Serrano
Bosque con estrato arbóreo de especies nativas. Este estrato ocupa el 21,52% de la Reserva.
- Tala (Celtis erhembergiana)
- Molle (Lithrea molleoides)
- Coco (Zanthoxylum coco)
- Blanquillo o Palo de leche (Sebastiania commersoniana)
- Quebracho blanco (Aspidosperma quebracho-blanco)
- Falso tala (Bougainvillea stipitata)
- Sombra de toro (Jodina rhombifolia)
- Manzano del campo (Ruprechtia apetala)
- Algarrobos (Prosopis spp.)

### Bosque secundario o Arbustal alto
Bosque dominado por arbustos o arbolitos altos y densos. En general ocurren luego de desmontes, tala, o sobrecarga ganadera. Este estrato ocupa el 32,2% de la Reserva.
- Espinillo (Acacia caven)
- Garabato hembra o Uña de gato (Acacia praecox)
- Piquillín (Condalia spp.)
- Moradillo (Schinus fasciculada)
- Cucharero (Porlieria microphylla).

### Arbustal o Matorral
Se presentan como matorrales de arbustos o arbolitos bajos, fruto de la modificación antrópica del bosque. Dicho estrato ocupa el 16,37% de la Reserva.
- Romerillo (Heterotalamus alienus)
- Barba de tigre (Colletia spinosissima)
- Chilca (Flourensia oolepis)

### Pastizal
Se encuentran en las mayores altitudes incluyendo las zonas de “chacras”. Este estrato ocupa el 18,37% de la Reserva.	
- Stipa
- Festuca
- Jaraba

### Exótico
Se define como Vegetación exótica a los bosques nativos que fueron reemplazados y dominados por especies invasoras exóticas. En estos casos, tanto el estrato arbustivo como el herbáceo se ven también muy modificados y empobrecidos a medida que se intensifica la invasión, ya que el bosque tiende a ser monoespecífico, o bien conformado por una baja diversidad de especies. Bosques de vegetación exótica cubre La Reserva en un 7,77%.
- Siempre verde (Ligustrum lucidum)
- Acacia (Gleditsia triacanthos)
- Mora (Morus sp.)
- Olmo (Ulmus sp.).
- Lantana cámara Crataegus sp.
- Pyracantha sp.

### No Permitido
En los espacios de uso privado o público, no se deberán utilizar ninguna de las siguientes especies vegetales, en virtud de su carácter invasor o por tener resiembra espontánea que obligan a un control permanente de su población
- Acacia dealbata
- Ailanthus altissima
- Espina corona o Acacia negra (Gleditsia triacanthos)
- Siempreverde (Ligustrum lucidum)
- Ligustrum sinense
- Paraíso (Melia azedarach)
- Mora (Morus alba)
- Pinus sp., Pyracantha angustifolia
- Salix fragilis, Salix viminalis
- Spartium junceum
- Tamarix ramosissima
- Tamarix gallica
- Ombú (Phytolaca dioica)
- Acer negundo
- Abedul (Betula pendula)
- Celtis australis
- Cotoneaster sp.
- Crataegus sp.
- Ciprés (Cupresus macrocarpa)
- Eucalyptus cinérea
- Olivo (Olea europea)
- Pyracantha coccinea
- Olmo (Ulmus pumila)
- Zanthoxylum armatum
- Zarza mora (Rubus ulmifolius)
- Rosa mosqueta (Rosa rubiginosa, Rosa canina)
- Álamo plateado (Populus alba)
- Pezuña de vaca (Bauhinia candicans)
- Jacarandá (Jacaranda mimosifolia)
- Banderita española (Lantana cámara)
- Maclura pomífera
- Falso cafeto (Manihot grahamii)
- Aguaribay (Schinus molle)